# Даниловичи (род)
Даниловичи — польские и галицкие шляхетские роды, а также русский дворянский род.
Один из них, герба Сас, восходящий до XIV века, происходит из Венгрии, по другим данным — от местного русинского боярина Данила Дажбоговича, который в 1371 году получил грамоту на свои имения от венгерской и польской королевы Елизаветы. Николай Данилович (ум. 1624) был подскарбием надворным коронным и послом к султану Амурату. Теофила (София-Теофилия) Данилович, дочь воеводы русского Яна Даниловича и жена Якуба Собеского, была матерью польского короля Яна III Собеского. Существующие до сих пор ветви этого рода внесены в I и VI части родословной книги Витебской, Виленской, Ковенской, Гродненской, Могилёвской и Черниговской губерний Российской империи.
Другой род Даниловичей, герба Лис, происходит от Петра Даниловича, владевшего поместьями в 1588 году. Этот род внесён в VI часть родословной книги Виленской губернии.
Третий род этой фамилии, герба Прус, восходящий до половины XVII века. Записан в I часть родословной книги Виленской губернии.
Род Даниловичей герба Роля подтвердил свое шляхетское происхождение в королевстве Галиции и Лодомерии Австрийской империи.
Есть ещё восемь родов Даниловичей более позднего происхождения.